# Zaprežno vozilo
Zaprežno vozilo je vozilo koje je namijenjeno da ga vuče upregnuta životinja.
Koristi se za prijevoz robe i putnika.

## Vanjske poveznice
- Zaprežna vozila Hrvatska tehnička enciklopedija, portal hrvatske tehničke baštine. LZMK